# 苏珊·基尔迈尔
苏珊·基尔迈尔（德語：Susanne Kiermayer，1968年7月22日—），德国女子射击运动员。她曾代表德国参加1996年、2000年、2004年和2008年夏季奥林匹克运动会射击比赛，其中1996年奥运会获得一枚银牌。